# 高中兴
高中兴（1943年12月—2021年12月22日），青岛即墨人，中国人民解放军中将。中共第十五届、十六届中央候补委员。

## 生平
1961年8月参加中国人民解放军。1964年6月加入中国共产党。历任排长、连长、团司令部参谋、军司令部作训处参谋、副处长、团长。1982年自军事学院毕业。1983年任师长。1984年起，历任第二十六军副军长、陆军第二十六集团军副军长。1989年4月任陆军第二十六集团军副军长兼参谋长。1990年6月任烟台警备区司令员。1991年12月任济南军区副参谋长。1994年4月任陆军第二十八集团军军长。1995年任陆军第三十八集团军军长。2002年1月任北京军区参谋长。2003年任北京军区副司令员。
1990年晋升少将军衔。2002年晋升中将军衔
2008年，当选第十一届全国政协常务委员，代表特别邀请人士，分入第五十六组。并担任外事委员会专委。
2021年12月22日，因病在北京逝世，享年78岁。